# Chlorita pusilla
Chlorita pusilla är en insektsart som beskrevs av Matsumura 1906. Chlorita pusilla ingår i släktet Chlorita och familjen dvärgstritar. Inga underarter finns listade i Catalogue of Life.